# أحمد بن القاسم التاهرتي
أحمد بن القاسم التاهرتي محدث وعالم من مواليد 309 هجري بتاهرت المغرب الأوسط واسمه الكامل
أبو الفضل أحمد بن قاسم بن عبد الرحمن بن عبد الله بن محمد التميمي التاهرتي البزاز

## حياته
من أهل تاهرت، رحل مع أبيه إلى الأندلس سنة 317هـ وهو ابن8 سنين. وسمع من :
- بن أبي دليم
- قاسم بن أصبغ
- وهب بن مسرة
- محمد بن معوية القرشي وغيرهم.[2]

قال عنه ابن عبد البر:
| أحمد بن القاسم التاهرتي | وكان ثقة فاضلا اختص بالقاضي منذر ابن سعيد وسمع منه تواليفه كلها، وقد لقيته وسمعت كثيرا منه" | أحمد بن القاسم التاهرتي |